# 韶州
韶州（しょうしゅう）は、中国にかつて存在した州。唐代から元初にかけて、現在の広東省韶関市一帯に設置された。

## 概要
南北朝時代、南朝梁により設置された東衡州を前身とする。
590年（開皇10年）、隋により東衡州は廃止され、その管轄区域は広州に移管された。
621年（武徳4年）、唐が蕭銑を滅ぼすと、隋の南海郡曲江県の地に東衡州が置かれた。627年（貞観元年）、東衡州は韶州と改称された。742年（天宝元年）、韶州は始興郡と改称された。758年（乾元元年）、始興郡は韶州の称にもどされた。韶州は嶺南道に属し、曲江・始興・楽昌・翁源・仁化・湞昌の6県を管轄した。
宋のとき、韶州は広南東路に属し、曲江・楽昌・翁源・建福・仁化の5県と永通監を管轄した。
1278年（至元15年）、元により韶州は韶州路と改められた。韶州路は江西等処行中書省に属し、録事司と曲江・楽昌・仁化・乳源の4県を管轄した。
1368年（洪武元年）、明により韶州路は韶州府と改められた。韶州府は広東省に属し、曲江・楽昌・英徳・翁源・仁化・乳源の6県を管轄した。
清のとき、韶州府は広東省に属し、曲江・楽昌・英徳・翁源・仁化・乳源の6県を管轄した。
1913年、中華民国により韶州府は廃止された。